# Atole

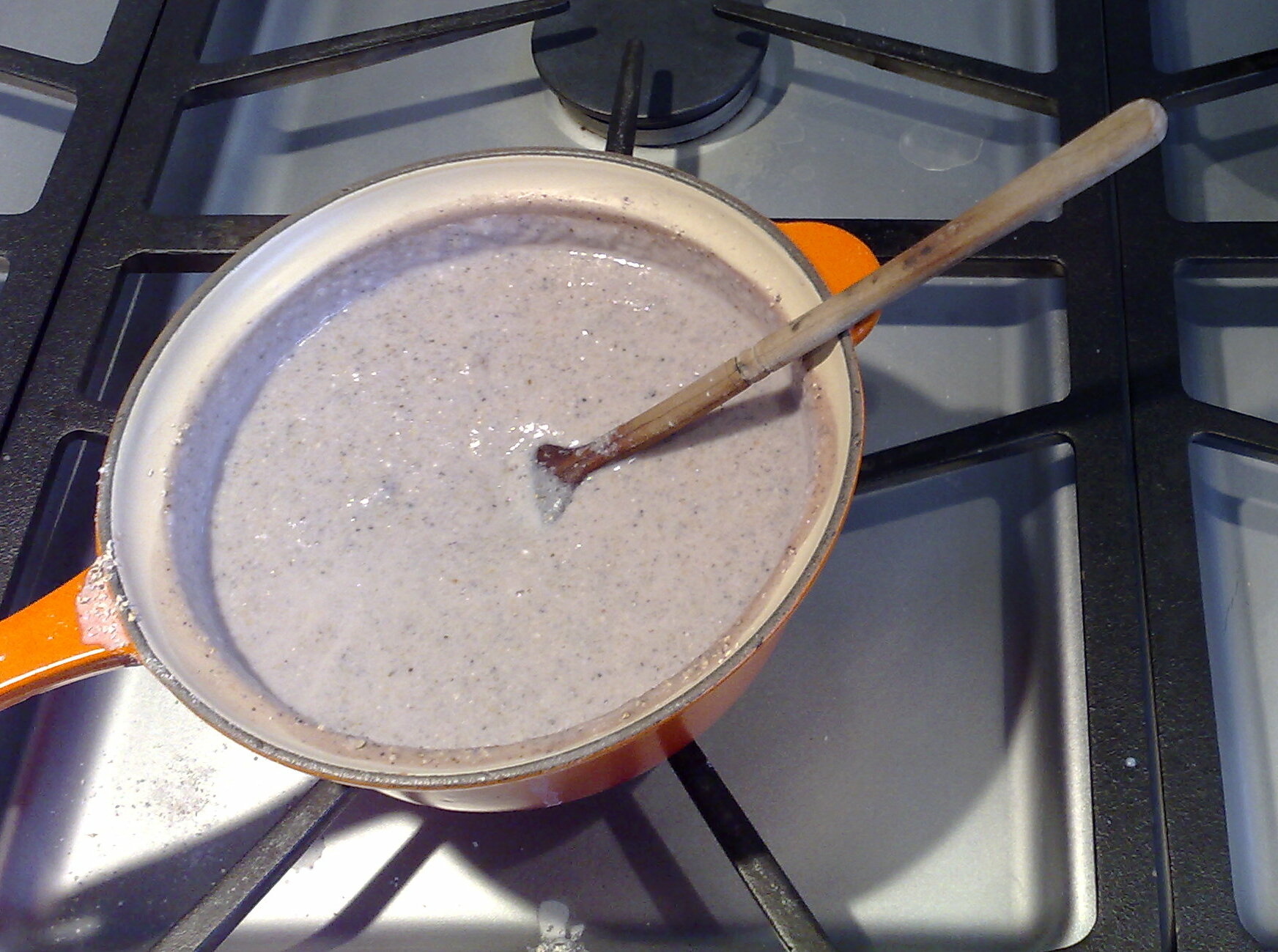
Atole

Atole (auch atol, atol de elote, von Nahuatl ātōlli aːˈtoːlːi) ist ein traditionelles Heißgetränk, das aus Mais oder Masa de Maíz hergestellt wird. Es kommt ursprünglich aus Mittelamerika. Schokolade-Atole wird auch Champurrado genannt. Gewöhnlich wird das Getränk mit Tamales serviert und besonders häufig in der Weihnachtszeit im Zusammenhang mit den Feierlichkeiten der Posadas gereicht.

## Zubereitung
In Mexiko wird das Getränk gewöhnlich aus Masa de Maíz, Wasser, Piloncillo (Rohrzucker), Zimt, Vanille und nach Geschmack Schokolade oder Frucht zubereitet. Dafür wird die Masa zunächst auf einem Comal erhitzt und dann Wasser zugesetzt, welches mit Zimtstangen gekocht wurde. Das daraus entstehende Getränk variiert in der Textur zwischen Brei und milchiger Flüssigkeit. Die Mischung wird mit den weiteren Zutaten vermischt und heiß serviert. Atole kann an Stelle von Masa auch aus Reis, Mehl oder Haferbrei hergestellt werden.

## Regionale Rezepturen

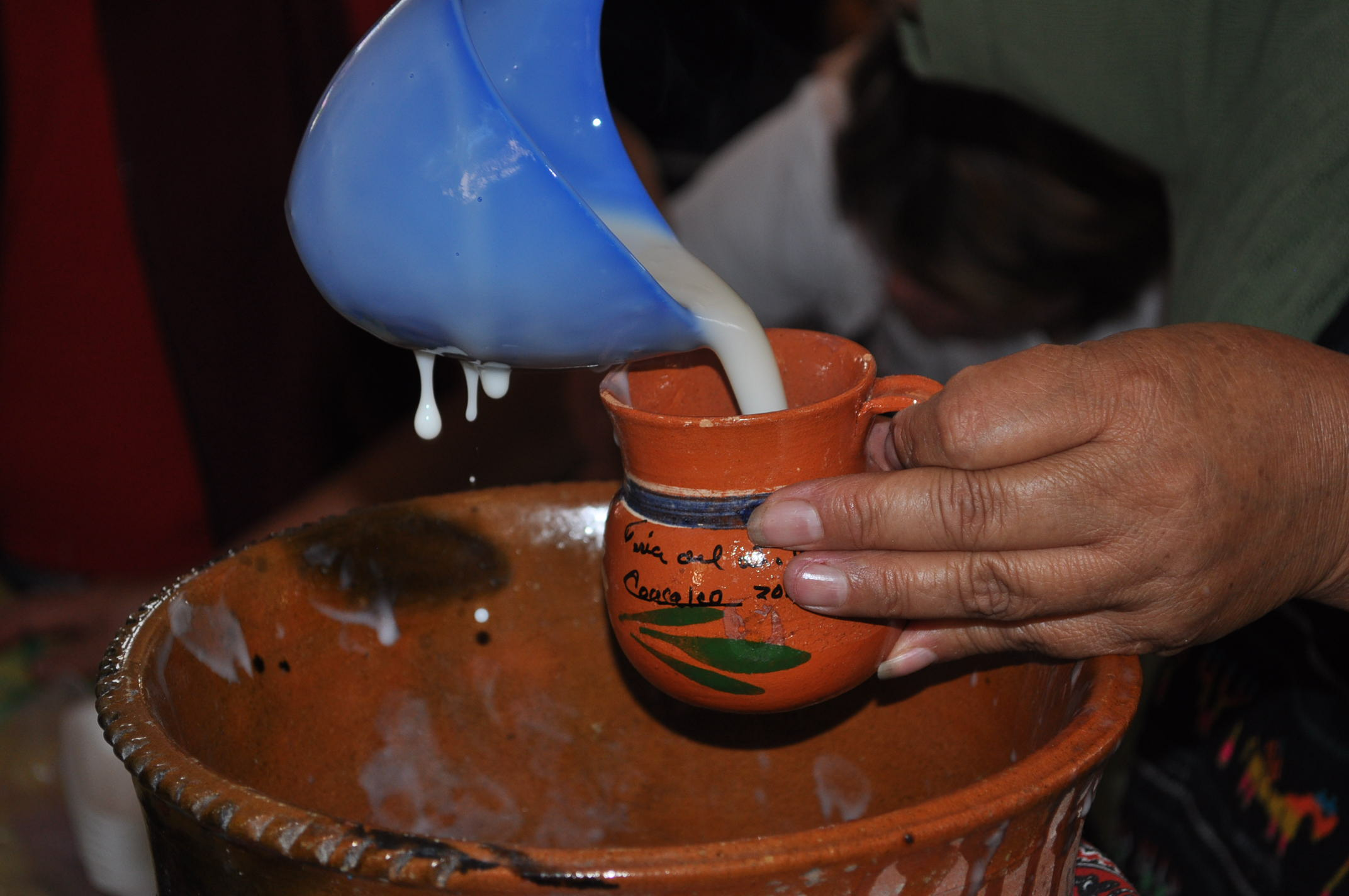
Atole auf dem Atole-Markt in Coacalco de Berriozábal, México (Bundesstaat).

In Nordmexiko gibt es eine Variante, die aus Pinole (gesüßtem geröstetem Maismehl) hergestellt wird. Atole ist eines der traditionellen Getränke am Tag der Toten, wird aber auch das ganze Jahr über getrunken und auf der Straße verkauft.

### Mexiko
In Nordmexiko und Süd-Texas gilt atole als Comfort Food und wird oft zum Frühstück oder zum Abendessen serviert.

### New Mexico
In New Mexico wird Atole aus Blue Corn (Hopi-Mais), gesüßt mit Zucker und verdünnt mit Milch als körniger, Porridge-artiger Trank serviert und gilt dort als Kraftbrühe für ältere Personen und stillende Mütter.

### Mittelamerika

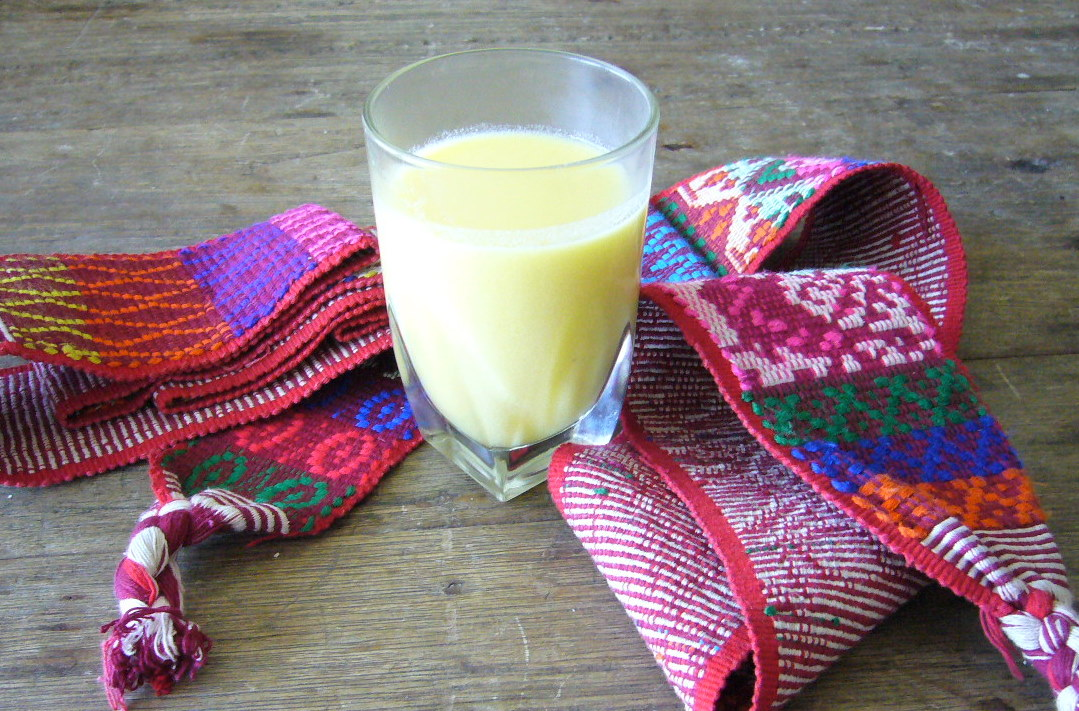
Atol de Elote in Guatemala.

In Guatemala, Honduras und El Salvador wird Atol de Elote getrunken.
El Salvador
In El Salvador wird atol shuco („schmutziger“ atol) serviert, was auf die dunklere Farbe hindeutet. Diese Variante ist vor allem im Departamento Cabañas beliebt.
Und es gibt die Variante Atol de Piña mit Ananas-Saft.
Nicaragua
In Nicaragua wird das Getränk unter dem Namen Pinolillo angeboten.
Honduras
In Honduras wird als Grundstoff frischer Mais gemahlen und die Masse ausgequetscht.